# La Muela
La Muela település Spanyolországban,  Zaragoza tartományban. La Muela Zaragoza, Bardallur, Urrea de Jalón, Rueda de Jalón, Épila, Muel, Mozota, Botorrita és María de Huerva községekkel határos. Lakosainak száma 6564 fő (2024).

## Népesség
A település népessége az utóbbi években az alábbiak szerint változott:
| Lakosok száma | 1580 | 2858 | 3965 | 4928 | 5062 | 4948 | 5238 | 5784 | 6247 | 6564 |
|               | 2001 | 2004 | 2007 | 2009 | 2012 | 2014 | 2017 | 2019 | 2022 | 2024 |